# 浜松市水窪民俗資料館
浜松市水窪民俗資料館（はままつしみさくぼみんぞくしりょうかん）は、静岡県浜松市天竜区水窪町にある博物館。1997年（平成9年）6月に磐田郡水窪町の水窪町民俗資料館（みさくぼちょうみんぞくしりょうかん）として開館し、2005年（平成17年）7月1日に水窪町が浜松市に編入されたことで現行名称に改称した。浜松市博物館の分館と位置付けられている。

## 沿革
- 1997年（平成9年）6月 - 磐田郡水窪町に水窪町民俗資料館が開館。
- 2005年（平成17年）7月1日 - 水窪町が浜松市に編入されたことで浜松市水窪民俗資料館に改称。

## 展示

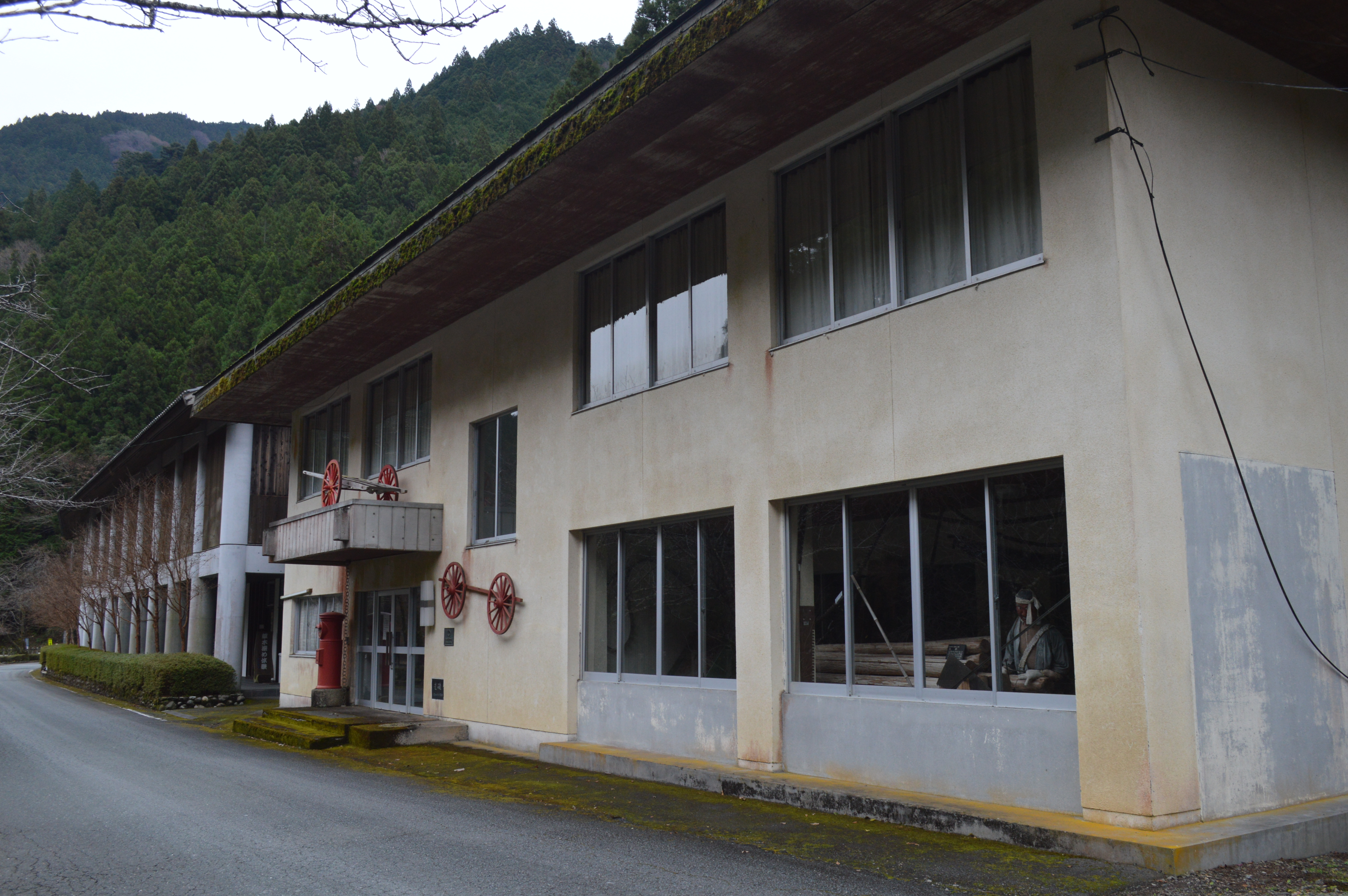
収蔵庫

以下のほかに、近世の古文書などや、近代以降の民具や農具などを展示している。
- 水窪石（みさくぼいし） - 1960年（昭和35年）に縄文時代の水窪遺跡から出土した石。象形文字のようなものが刻まれているが未解読。
- 西浦の田楽（にしうれのでんがく） - 1976年（昭和51年）に国の重要無形民俗文化財に指定された田楽[1]。
- 高根城（たかねじょう） - 室町時代・戦国時代の山城。

## 利用案内
- 所在地 - 静岡県浜松市天竜区水窪町地頭方1097番地[2]
- アクセス - JR飯田線 水窪駅から徒歩で約15分[2]。
- 開館時間 - 9時 - 16時[2]
- 入館料 - 無料[2]
- 休館日 - 月曜日、祝日の翌日、年末年始（12月29日～1月3日）[2]